# Nicolás Antonio

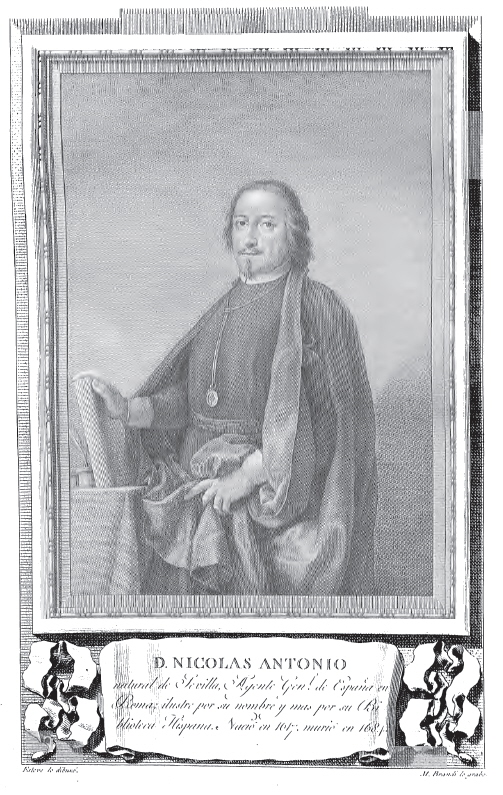
Portretul lui Nicolás Antonio.

Nicolás Antonio (n. 28 iulie 1617, Sevilla, Regatul Sevillei⁠(d), Spania – d. 13 aprilie 1684, Madrid, Madrid⁠(d), Spania) a fost un celebru bibliograf spaniol, considerat fondatorul bibliografiei spaniole moderne.

## Biografie
A studiat artele liberale la Colegio de Santo Tomás și dreptul canonic la Colegio de Santa María de Jesús, apoi a urmat studii la Universitatea din Sevilla (1635-1636). După ce a absolvit studii de drept la Universitatea din Salamanca (1636-1639) și a obținut doctoratul în drept canonic, s-a întors în orașul său natal, Sevilla, unde a scris tratatul De Exilio (care nu a fost tipărit până în 1659) și a început să elaboreze registrul monumental al scriitorilor spanioli. Faima erudiției sale a ajuns la cunoștința regelui Filip al IV-lea, care i-a conferit Ordinul Santiago în 1645 și l-a trimis în 1654 la Roma, pentru a-l însoți pe ambasadorul Luis de Guzmán Ponce de León, în calitate de agent general al Spaniei și al agent al Inchiziției spaniole în Italia.
Șederea sa la Roma s-a prelungit și a durat aproape 25 de ani, timp în care a cercetat și achiziționat codexuri și manuscrise, formând o bibliotecă de peste 30.000 de volume, care a atras interesul papei. Toate aceste cheltuieli au riscat să-l ruineze, iar, pentru a-l proteja, papa papa Alexandru al VII-lea l-a numit în 22 mai 1664 canonic al Catedralei din Sevilla cu o dispensă de rezidență la Roma și i-a acordat o rentă anuală de 110 écu. Reîntors în Spania în 1678-1679, Antonio a fost numit de regele Carol al II-lea în funcția de membru al Consiliului Cruciadei, pe care a ocupat-o până la moartea sa, survenită în primăvara anului 1684.
Bibliotheca Hispana nova, o lucrare bibliografică în care sunt prezentate operele scriitorilor spanioli, care au înflorit după 1500, a apărut la Roma în 1672, cu titlul Bibliotheca Hispana sive Hispanorum. O altă lucrare celebră, Bibliotheca Hispana vetus, o istorie literară a Spaniei din perioada lui Augustus până la sfârșitul secolului al XV-lea, a fost revizuită de Manuel Martí și publicată în 1696 la Roma de prietenul lui Antonio, cardinalul José Sáenz de Aguirre. O ediție fină a ambelor lucrări, cu material suplimentar găsit în manuscrisele lui Antonio și cu note suplimentare scrise de Francisco Pérez Bayer, a fost publicată la Madrid în 1787-1788. Această lucrare faimoasă, incomparabil superioară oricărei bibliografii anterioare, este încă nedepășită și indispensabilă.
Dintre scrierile diverse ale lui Antonio, cea mai importantă este Censura de historias fabulosas (publicată postum la Valencia, în 1742), în care erudiția este combinată cu o perspectivă critică. Lucrarea Bibliotheca Hispana rabinica nu a fost tipărită; manuscrisul se află în biblioteca națională de la Madrid.